# Джонсон-Одим, Шерил
Шерил Джонсон-Одим (англ. Cheryl Johnson-Odim, род. 30 апреля 1948, Янгстаун, Огайо, США) — американский историк. Она работала в Висконсинском университете в Мадисоне, Северо-Западном университете и Чикагском университете Лойолы. Она стала деканом Колумбийского колледжа в Чикаго, а в 2007 году стала ректором Доминиканского университета в Ривер-Форест, штат Иллинойс.

## Ранние годы
Шерил Джонсон-Одим родилась 30 апреля 1948 года в Янгстауне, штат Огайо, США. Её родителями были Роберт Доусон и Илэйн Джеффрис. После того, как семья переехала в Нью-Йорк, она пошла в среднюю школу Эндрю Джексона, затем училась в Городском колледже Нью-Йорка и Университете Янгстауна, прежде чем получить докторскую степень в Северо-Западном университете. Она закончила учёбу в 1978 году, проведя время в Нигерии в 1975 году по стипендии Фулбрайта, что вдохновило её интерес к истории Африки. Впервые она услышала об апартеиде в Южной Африке в 1963 году, когда пела по радио с Гарри Белафонте и познакомилась с южноафриканскими танцорами, которых Белафонте привёз в США.

## Карьера
Джонсон-Одим читала лекции в Висконсинском университете в Мадисоне, а затем в Северо-Западном университете; в последнем она была помощником директора программы африканских исследований с 1980 по 1986 год. В следующем году она перешла в Чикагский университет Лойолы и возглавляла исторический факультет с 1995 по 2000 год. Она была первой женщиной и первым афроамериканцем на этом посту. Затем она занимала пост декана Колумбийского колледжа в Чикаго, а в 2007 году стала проректором Доминиканского университета в Ривер-Форест, штат Иллинойс. В центре её исследований была история афроамериканцев и Западной Африки.
В 1995 году она вместе с Маргарет Стробель отредактировала книгу «Расширяя границы женской истории: очерки о женщинах в странах третьего мира». В этой книге рассматриваются различные истории женщин XIX и XX веков. Два года спустя она опубликовала книгу «Для женщин и нации: Фунмилайо Рэнсем-Кути из Нигерии» с Ниной Эммой Мба. В книге дается полный отчёт о жизни Рэнсем-Кути.
Будучи общественной активисткой в районе Чикаго, Джонсон-Одим вела кампанию против апартеида, и её материалы теперь хранятся в специальной коллекции в Колумбийском колледже; она обратилась к Специальному комитету ООН против апартеида. Она участвовала в Движении за свободную Южную Африку, ТрансАфрике и Коалиции за вывод инвестиций Иллинойса из Южной Африки. Она входила в чикагский организационный комитет Женского марша 2017 года.

## Личная жизнь
Джонсон-Одим замужем во второй раз, у неё трое детей: Чака Паттерсон, художник Рашид Джонсон и Майя Одим.

## Избранные труды
- Johnson-Odim, Cheryl. For women and the nation: Funmilayo Ransome-Kuti of Nigeria. — Urbana : University of Illinois Press, 1997. — ISBN 978-0252066139.
- Johnson-Odim, Cheryl. Expanding the boundaries of women's history : essays on women in the Third World. — Bloomington : Indiana University Press, 1992. — ISBN 9780253330970.